# Frank Capra
Frank Capra, właśc. Francesco Rosario Capra (ur. 18 maja 1897 w Bisacquino, zm. 3 września 1991 w La Quinta) – amerykański reżyser filmowy pochodzenia włoskiego, trzykrotny zdobywca Oscara za reżyserię. Ojciec producenta – Franka Capry Jr.

## Życiorys
Urodzony na Sycylii, w 1903 roku wyemigrował wraz z rodzicami do Stanów Zjednoczonych, do Los Angeles. Ukończył California Institute of Technology, otrzymując dyplom inżyniera-chemika. W roku 1918, służąc w armii amerykańskiej, zaraził się hiszpanką.
Karierę w Hollywood rozpoczął pracując dla Macka Sennetta i Harry’ego Langdona, jeszcze przy filmach niemych. Największe sukcesy odnosił w latach 30. XX wieku, reżyserując wzruszające komedie, opowiadające o prostych, zwyczajnych ludziach i pokazujące ludzką dobroć i solidarność. Jego twórczość korespondowała z duchem Nowego Ładu – programu reform, wprowadzonego przez prezydenta Roosevelta.
W czasie II wojny światowej, współpracując z Biurem Informacji Wojennej wyreżyserował serię filmów dokumentalno-propagandowych Dlaczego walczymy.
W 1946 roku nakręcił To wspaniałe życie, zaliczane do klasyki filmu amerykańskiego. Opowiadający o młodym mężczyźnie, który tracąc wiarę w sens życia, chciał popełnić samobójstwo, lecz w ostatniej chwili został uratowany przez Anioła Stróża. Film stał się jednym z obrazów chętnie emitowanych w Stanach Zjednoczonych w okresie Bożego Narodzenia. Następne obrazy Capry nie odnosiły już podobnych sukcesów.

## Filmografia

### Reżyseria
- 1922: Fultah Fisher’s Boarding House
- 1926: Siłacz
- 1927: For the Love of Mike
- 1927: Długie spodnie
- 1928: Łódź podwodna S. 44
- 1928: Say It with Sables
- 1928: The Power of the Press
- 1928: Droga silnych
- 1928: The Burglar
- 1928: The Matinee Idol
- 1928: That Certain Thing
- 1928: Czy to jest miłość?
- 1929: Lotnik
- 1929: Młoda generacja
- 1929: Sprawa Donovana
- 1930: Rain or Shine
- 1930: Ćmy nocne
- 1931: Sterowiec L.A. 3
- 1931: Platynowa blondynka
- 1931: Cudotwórczyni
- 1932: Zakazany owoc
- 1932: Szaleństwo amerykańskie
- 1933: Arystokracja podziemi
- 1933: Gorzka herbata generała Yen
- 1934: Broadway Bill
- 1934: Ich noce
- 1936: Pan z milionami
- 1937: Zagubiony horyzont
- 1938: Cieszmy się życiem
- 1939: Pan Smith jedzie do Waszyngtonu
- 1941: Obywatel John Doe
- 1943: The Battle of Britain
- 1943: Preludium wojny
- 1943: Dlaczego walczymy: Dziel i zwyciężaj
- 1943: The Battle of Russia
- 1943: Atak nazistów
- 1944: Tunisian Victory
- 1944: Arszenik i stare koronki
- 1944: Bitwa o Chiny
- 1945: War Comes to America
- 1945: Know Your Enemy: Japan
- 1945: Your Job in Germany
- 1945: Two Down and One to Go
- 1946: To wspaniałe życie
- 1948: Stan Unii
- 1950: Riding High
- 1951: Przybywa narzeczony
- 1956: Our Mr. Sun
- 1957: The Strange Case of the Cosmic Rays
- 1957: Hemo the Magnificent
- 1959: Dziura w głowie
- 1961: Arystokracja podziemi

### Inne
Frank Capra napisał także scenariusze do ok. 30 filmów, m.in. do To wspaniałe życie, His First Flame i kilku innych swoich obrazów. Był też producentem ponad dwudziestu filmów, głównie reżyserowanych przez siebie.

## Nagrody i wyróżnienia
- Arystokracja podziemi – nominacja do Oscara (1933)
- Ich noce – Oscar za reżyserię (1935)
- Pan z milionami – Oscar za reżyserię (1937), nominacja w kategorii „najlepszy film”, wyróżnienie na MFF w Wenecji
- Zagubiony horyzont – nominacja do Oscara
- Cieszmy się życiem – Oscar za reżyserię i najlepszy film
- Pan Smith jedzie do Waszyngtonu – nominacja do Oscara
- To wspaniałe życie – Złoty Glob (1947), nominacja do Oscara w 4 kategoriach, m.in. za najlepszy film oraz reżyserię
- 1982 - Honorowy Złoty Lew na MFF w Wenecji